# Claudiu Istodor
Claudiu Istodor (n. 5 septembrie 1960, Timișoara, România) este un actor român de film, radio, scenă, televiziune și voce. Totodată actorul este recunoscut pentru rolul său din serialul Sacrificiul, difuzat de Antena 1.

## Biografie
Claudiu Istodor s-a născut în Timișoara. A studiat la Institutul de Artă Teatrală și Cinematografică și a terminat studiile în promoția 1984, la clasa prof. Sanda Manu. Colegii săi de promoție au fost Carmen Trocan, Mioara Ifrim, Luminița Stoianovici, Răzvan Popa, Cristian Rotaru, Adrian Păduraru și Oana Pellea. În clasa Olgăi Tudorache, colegii săi au fost Carmen Tănase, Bogdan Gheorghiu, Carmen Ciorcilă, Marina Procopie, Radu Duda, Mihai Verbițchi, Patricia Grigoriu și Dan Bădărău.
După absolvirea Institutului a fost repartizat la Teatrul Tineretului din Piatra Neamț, unde a activat până în 1988. Din 2000 până în 2006 a fost actor la Teatrul Național București. Din 2006 este actor la Teatrul Mic din București.
În cinematografie a debutat în 1983, cu pelicula „Dreptate în lanțuri”. 
A fost căsătorit cu Maia Morgenstern, cu care are un băiat, Tudor Aaron Istodor, actor.

## Filmografie
- Misterele Bucureștilor (1983)
- Dreptate în lanțuri (1984)
- Pas în doi (1985)
- Furtună în Pacific (1986)
- Rămînerea (1991)
- Hotel de lux (1992)
- Trei surori (1994)
- Dragonworld / Tinutul Dragonului (1994) - Guard 2
- Vox Maris (1995)
- Ce facem cu violoncelul? (1996)
- Căpitanul Conan (1996)
- Train de vie / Trenul vieții (1998) - Le Juif Locomotive
- Besat (1999) - Dr. Angelson
- Epicenter / Epicentru (2000) - Piano Player
- Patul lui Procust (2001) - Procurorul
- Sex Traffic (2004) - Dr. Djudic
- Rivoglio i miei figli / Totul pentru copiii mei (2004)
- Gunpowder, Treason & Plot / Praf de pușcă, trădare și complot (2004)
- Gargoyle / Aripile întunericului (2004) - Priest - 1532
- Return of the Living Dead: Necropolis (2005) - doctor
- The Wind in the Willows / Vântul prin sălcii (2006) - Ticket Officer
- La urgență (2006)
- Carol I - Un destin pentru România (2009) - Take Ionescu
- Zambezia / Aventuri în Zambezia (2012) - Ajax (versiune dublată)
- The Devil Inside / Diavolul din tine (2012) - Doctor Antonio Costa
- Sammy's Adventures 2 / Aventurile lui Sammy 2 3D (2012) - Lulu La Morte/pescar mare/etc (versiune română)
- The House of Magic / Casa magicianului (2013) - Lawrence (dialog versiune română)
- The Jungle Book / Cartea Junglei (2016) - Shere Khan (voce) (versiunea română)
- Batman V Superman: Dawn of Justice / Batman vs. Superman: Zorii dreptății (2016) - Perry White (dialog versiune română)
- Ana, mon amour (2017) - tatăl Anei
- Capace (2017) - Mircea
- Sacrificiul (2019) - serial - Ștefan Oprea
- Iubire cu parfum de lavandă (2024) - serial - Ion Șandru

## Dublaj
- Uimitoarea lume a lui Gumball Directorul Brown (Cartoon Network)
- Un show obișnuit alte voci (Cartoon Network)
- Robin Hood: Năzbâtii în Sherwood (Boomerang)
- Batman: Neînfricat și cutezător Batman (Cartoon Network)
- Teen Days Kay (Megamax)
- Aventurile lui Jackie Chan Jackie Chan
- Grim & Evil Grim
- Copiii de la 402 Domnul Bessel
- Piratul Jack cel Teribil Jack Piratul

## Vezi și
- Povești nemuritoare